# Slovenská Ves
Slovenská Ves é um município da Eslováquia, situado no distrito de Kežmarok, na região de Prešov. Tem 22,44 km² de área e sua população em 2018 foi estimada em 1863 habitantes.

## Demografia
| Ano:        | 1994 | 2004   | 2014   | 2024   |
| ----------- | ---- | ------ | ------ | ------ |
| Broj ljudi: | 1707 | 1787   | 1866   | 1859   |
| Razlika:    |      | +4,68% | +4,42% | -0,37% |

| Ano:               | 2023 | 2024   |
| ------------------ | ---- | ------ |
| Número de pessoas: | 1846 | 1859   |
| Diferença:         |      | +0,70% |